# Смоляной карман

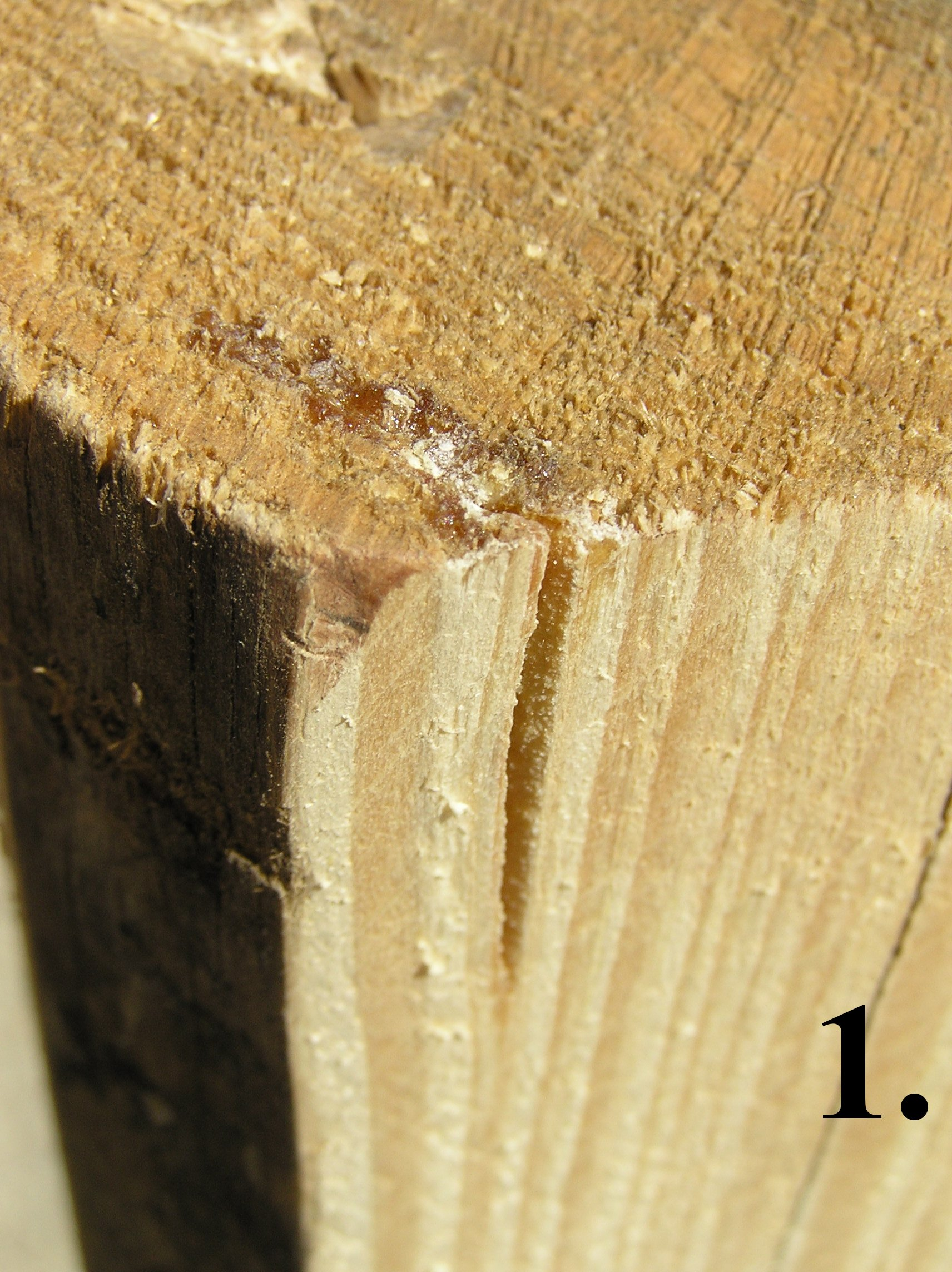

Кармашек, или смоляной карман (неофиц.), или серни́ца (неофиц.) — полость внутри или между годовых слоёв древесины, заполненная смолой или камедью. Обычно располагается близко к периферии ствола.

## Строение

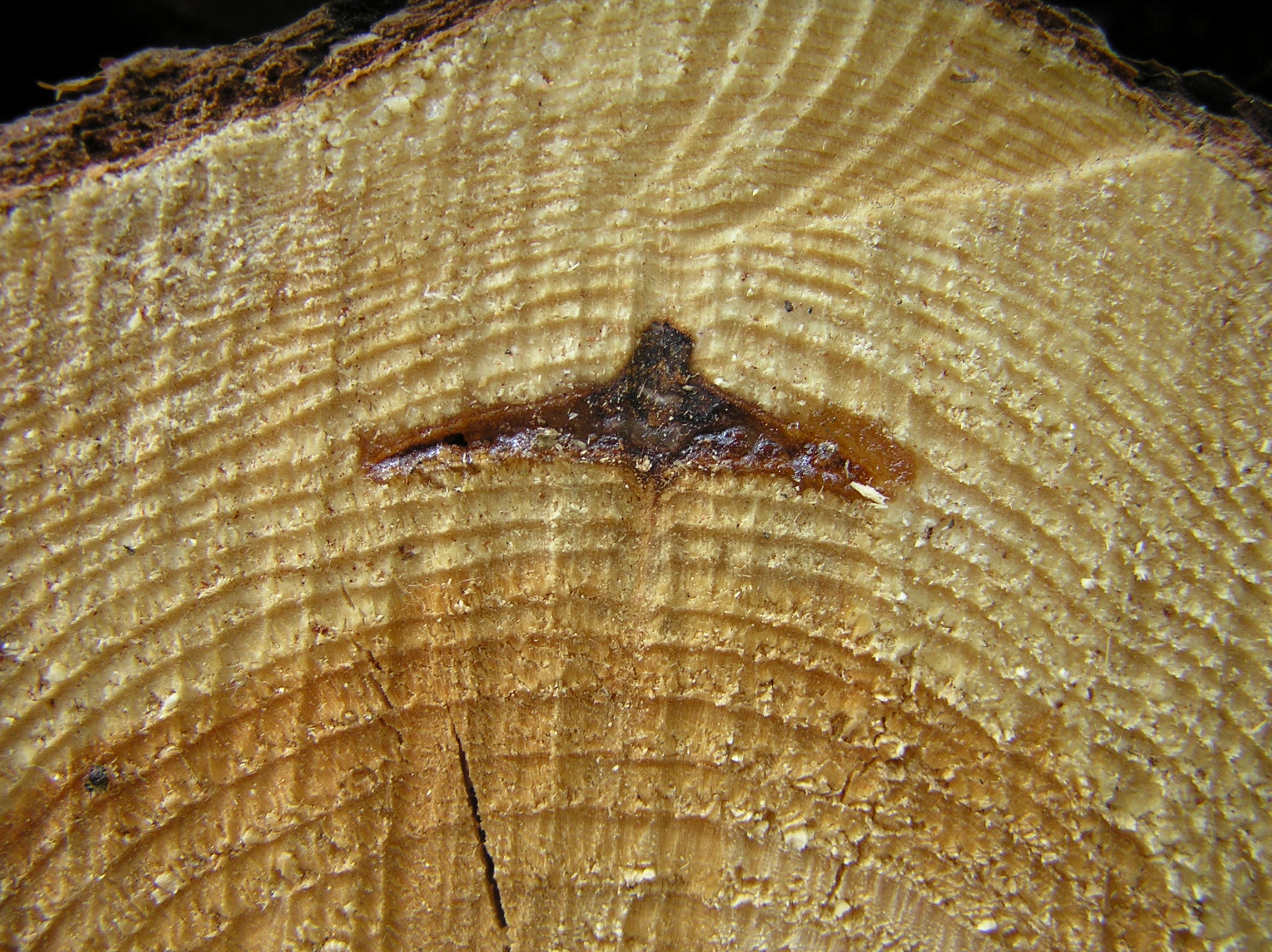

На тангенциальном спиле выглядит как плоское овальное углубление, на радиальном — как узкая продольная щель, на торце — как короткая дугообразная полость, сопровождающаяся небольшим изгибом прилегающих с наружной стороны ствола годовых колец. Вдоль ствола длина смоляного кармана несколько больше, чем по окружности. В боковом направлении может иметь длину до 10 см, глубину — до 7 мм.

По числу выходов на поверхность материала различаются односторонний и сквозной смоляные карманы. Односторонний смоляной карман выходит на одну или две смежные стороны пиломатериала или детали; сквозной — на две противоположные стороны.

## Возникновение
Смоляные карманы характерны особенно для ели. Встречаются также в древесине сосны, сибирского кедра и лиственницы. Причиной их возникновения принято считать повреждение камбия вследствие раскачивания дерева от ветра и перегрева деревьев, растущих на опушке, где смоляные карманы встречаются особенно часто.
Большое количество кармашков говорит о плохой связи между годичными слоями и может сопутствовать отлупным трещинам. Обилие смоляных карманов в верхней части ствола может вызываться разновидностью смоляного рака деревьев — серянкой, вызываемой грибами Cronartium flaccidum и Peridermium pini.

## Влияние на качество древесины

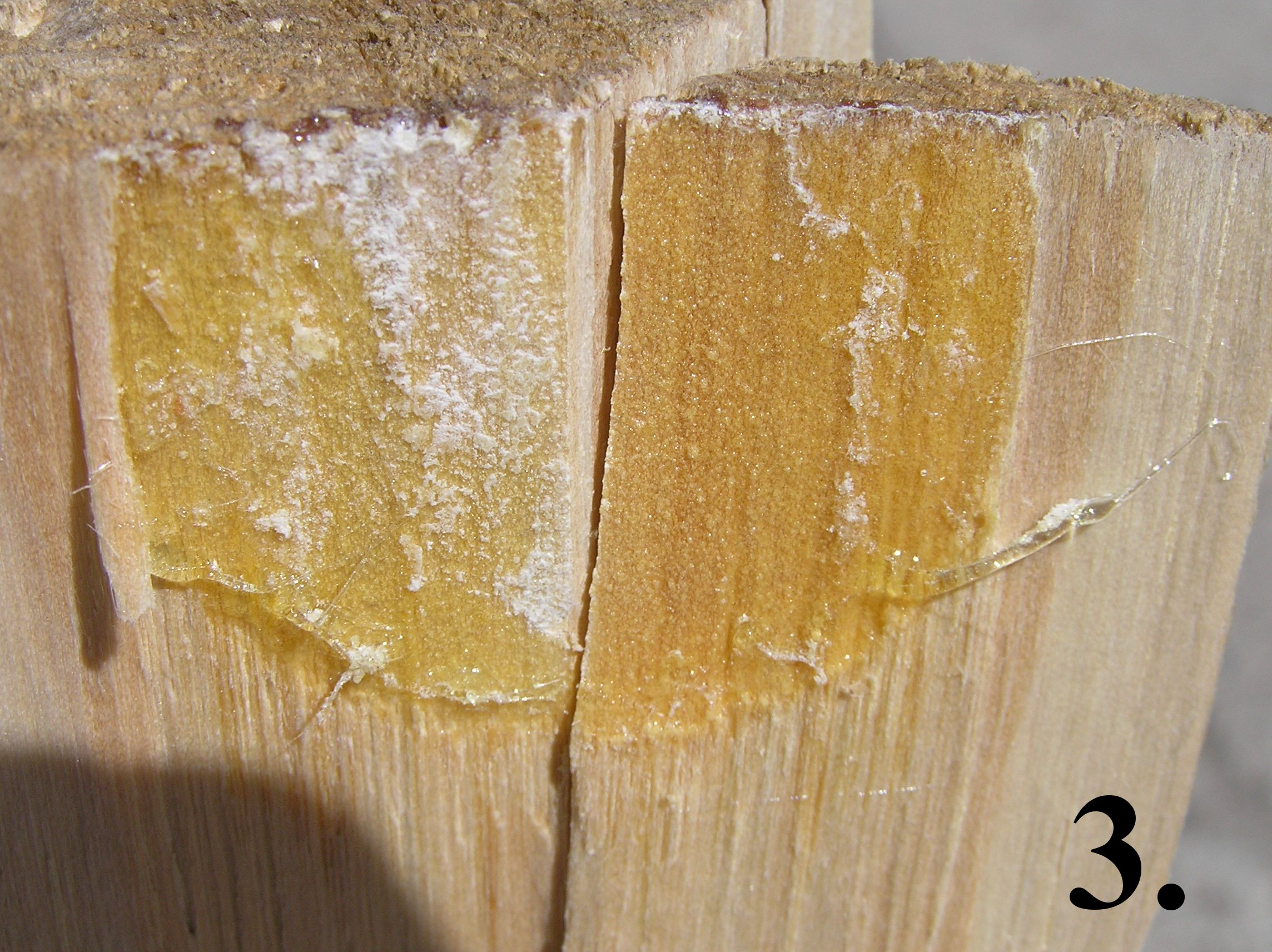

Вытекающее из смоляных карманов содержимое портит поверхность изделий и препятствует их внешней отделке, облицовке и склеиванию, пачкает инструменты. Снижает сортность мелких высококачественных пиломатериалов и фанеры. В мелких деталях смоляные карманы могут снижать прочность древесины. На прочность крупных деталей влияют незначительно.
При нагревании древесины смола может вытечь из кармашков даже спустя годы после изготовления детали, просочившись сквозь масляную краску.

При изготовлении столярных изделий смолу из кармашков удаляют и заменяют шпаклёвкой.

## Измерение
В пиломатериалах смоляные карманы учитываются по количеству в штуках на 1 м длины или на всю сторону сортимента, самые крупные из них измеряются по длине, ширине и глубине. В шпоне измеряются ширина и длина и учитывается количество кармашков на 1 м2 или на весь лист. Допускается измерять один из указанных параметров, если это обусловлено спецификой сортимента.